# 한지민 (영화 배우)
한지민은 대한민국의 성우이자 배우이다.

## 영화
- 2005년 키다리 아저씨 성우 - 어린 영미 목소리 역